# Zorica Mršević
Zorica Mršević (Beograd, 7. oktobar 1954) srpska je profesorka, pravnica, istraživačica i aktivistkinja za ljudska prava, posebno poznata po svom akademskom radu i doprinosu u oblasti ženskih ljudskih prava i feminizma, kako na lokalnom tako i na međunarodnom nivou.
Nakon što je 1977. godine diplomirala na Pravnom fakultetu, Univerzitet u Beogradu, magistrirala na istom fakultetu 1983. godine, a 1986. godine je na Pravnom fakultetu odbranila i doktorsku tezu Obavezna odbrana u krivičnom postupku.
Zorica Mršević je autorka više od 20 knjiga i oko 300 istraživanja i tekstova na temu rodne ravnopravnosti, fenomenologije nasilja, ljudskih prava marginalizovanih grupa odnosno iz oblasti prava.

## Karijera
Tokom 1978. i 1979. godine, Zorica Mršević je predavala Ustavno pravo i Privredno pravo u Drugoj ekonomskoj školi u Beogradu, Srbija.
Godine 1979., zaposlila se u Institutu za kriminološka i sociološka istraživanja, Beograd, Srbija, napredujući od pozicije asistentkinje do pozicije istraživačice koja koordinira projektima Instituta ali i učestvuje u upravljačkim telima ove institucije.
Godine 1992. predaje Teoriju nasilja, ženska ljudska prava i Feminističku teoriju prava u Centru za ženske studije, tada alternativnom programu, koji sada postoji pri Fakultetu političkih nauka, Univrziteta u Beogradu.
Tokom 1996. godine bila je gostujuća profesorka na Pravnom fakultetu Univerziteta Ajova, Sjedinjene američke države, na predmetu Komparativna feministička teorija prava.
Godine 1999., Mršević se zaposlila u Institutu za društvene nauke, Beograd, Srbija gde je 2001 stekla najviše naučno zvanje, naučna savetnica.
Takođe, tokom 2000. i 2001. godine, bila je regionalna koordinatorka projekata u organizaciji OXFAM, Velika Britanija, radeći kao Regionalna koordinatorka projekata za žene, koordinirajući i regionalnim i nacionalnim projektima za ženska ljudska prava.
Od 2001 do oktobra 2008 godine, Zorica Mršević je bila Savetnica za ravnopravnost polova u OEBS misiji u Srbiji, Beograd, gde je radila na sledećim projektima:
Uspostavljanje lokalnih mehanizama za rodnu ravnopravnost; Edukacija za lokalne mehanizme o rodnoj ravnopravnosti; Osnaživanje žena za političko uključivanje; Predlaganje zakona i drugih pravnih dokumenata na temu rodne ravnopravnosti i antidiskriminacije; Obezbeđivanje ekspertske podrške nacionalnim mehanizmima za rodnu ravnopravnost kako na pokrajinskom tako i na republičkom nivou.
U akademskim 2002/ 2003, 2003/2004 i 2004/ 2005 godinama, Zorica Mršević je bila gostujuća profesorka na Centralnom Evropskom Univerzitetu u Budimpešti, Mađarska, predajući na predmetu Teorija nasilja i zenska ljudska prava – isti predmet je predavala tokom 2005. i 2006. godine na Rosa Mayreder Koledžu, Beč, Austrija.
Od 2008. godine ona je takođe i profesorka na Fakultetu za evropske pravno-političke studije, Novi Sad, Srbija.
Od 2008. godine pa sve do 2011. godine, Zorica je bila zamenica Republičkog ombudsmana nadležna za rodnu ravnopravnost i ljudska prava osoba sa invaliditetom, Beograd, Srbija. Obavljajući ovu funkciju, bila je nadležna za odgovaranje građanima i građankama na pritužbe ombudsmanu i to u oblastima rodne ravnopravnpsti, LGBT ljudskih prava, ljudskih prava osoba sa invaliditetom, starijih lica, pacijenata, penzionih i radničkih prava, kao i za nadgledanje rada institucija za smeštaj starih lica i osoba sa invaliditetom.
Godine 2010., izabrana je za članicu Ekspertskog savetodavnog tela u okviru kancelarije Poverenice za zaštitu ravnopravnosti, Beograd, Srbija, gde doprinosi svojom ekspertizom u aktivnostima koje su vezane za rodnu ravnopravnost ali i za prava LGBT osoba.
Takođe, 2011. godine, Zorica, kao gostujuća predavačica, predaje na Pravosudnoj akademiji u Beogradu, Srbija, gde predaje sudijama, tužiocima i kandidatima na akademiji i to teme Višestruka diskriminacija i Nasilje nad ženama.
Godine 2011., Zorica Mršević je postala i članica Saveta za rodnu ravnopravnost Vlade Republike Srbije gde učestvuje u savetodavnim aktivnostima. Isto tako, je i članica Opservatorije – nezavisnog tela za nadgledanje oblasti nasilja nad ženama, gde radi na istraživanju medijskog izveštavanja na temu nasilja nad ženama.
Takođe je gostujuca predavačica u Centru za ženske studije na Fakultetu političkih nauka u Beogradu, Srbija.

## Izbor novijih objavljenih knjiga
- Mršević Z., (1997), Incest između mita i stvarnosti, Beograd, Institut za kriminološka i sociološka istraživanja i Jugoslovenski centar za prava deteta, pp. 212.
- Mršević Z., (1998), Izazovi sudske nezavisnosti, Beograd, Ministarstvo pravde Republike Srbije, pp. 184.
- Mršević Z., (1999), Rečnik osnovnih feminističkih pojmova, Beograd, Albulj, pp. 181.
- Mršević Z., (2002), Standardi i mehanizmi za postizanje rodne ravnopravnosti u demokratskim zemljama, drugo izmenjeno i dopunjeno izdanje, Beograd, OEBS. pp. 226.
- Mršević Z., Ka demokratskom društvu – sistem izbornih kvota, Institut društvenih nauka. .. COBIS.SR-ID 139995660
- Mršević Z., Ka demokratskom društvu – sloboda javnog okupljanja, pravo svih, Institut društvenih nauka. ..
- Mršević Z., Ka demokratskom društvu – istopolne porodice, Institut društvenih nauka. .. COBIS.SR-ID 168990476
- Mršević Z., (2011), Ka demokratskom društvu – rodna ravnopravnost, Institut društvenih nauka, Beograd, 2011, 229 str.  978-86-7093-138-1.. COBISS.SR-ID 185571340

## Spoljašnje veze
- Zvanični veb-sajt